# プントランドの歴史
本項では、プントランドの歴史（プントランドのれきし）を解説する。プントランドはソマリア北東部にある国の名前で、ソマリア内戦中の1998年7月に独立宣言した。ただし国際的には独立国として承認されておらず、現在はソマリア連邦共和国の1構成国となっていて独立自体を目指していない。もっとも、ソマリア連邦共和国自体がまだ完全に一体化しているとは言えず、プントランドもほぼ独立国の形を保っている。

## 古代
古代エジプトの遺跡には、古代エジプトが紅海沿岸の国と交易をしていたらしい記録が残されている。その記録よると、交易の相手国はプント国と呼ばれており、今日のプントランドの名称はこのプント国にちなんでいる。ただし古代プント国が今日のプントランド内にあったかどうかは分かっていない。

## 近代
マジェルテーン、ドゥルバハンテ、ワルセンゲリ、ダシーシュといった、ソマリ族の支族ハルティのさらに支族が、現在のプントランドの辺りを拠点に暮らしていた。
マジェルテーン氏族は1600年頃から、いわゆるアフリカの角の先端部を拠点に、サルターン国（マジェルテーンスルターン国）を作っていた。ところが20世紀の始めに氏族内で争いがあり、そこをイタリアに付け込まれてイタリアの保護領となってしまった。
ドゥルバハンテ氏族の居住地は、マジェルテーンの居住地よりやや西にあり、19世紀末に主としてイギリスの保護領となった。20世紀初頭、サイイド・ムハンマド・アブドゥラー・ハッサンがイタリアやイギリスからの独立運動を起こすと、ドゥルバハンテ氏族も独立運動に協力するが、1920年にサイイド・ムハンマドが死ぬとイギリスの保護領に戻った。
ワルセンゲリ氏族はソマリア北部のラス・コレーなどを拠点とする氏族で、伝説としては800年以上の歴史を持つが、族長がスルターンを名乗ったのは1897年のことで、モハメド・アリ・シレの代であった。モハメド・アリもイギリスの保護領となる条約に一旦は署名したが、サイイド・ムハンマドの反乱に参加した。反乱が終結するとモハメド・アリは国外追放となり、ワルセンゲリ居住地域もイギリスの保護領に戻った。
結果として、ハルティ氏族の内、マジェルテーン支族の居住地はイタリア領ソマリランドの一部に、ドゥルバハンテ支族とワルセンゲリ支族の居住地はイギリス領ソマリランドの一部になった。ここでイタリア領とイギリス領に分かれたことが、2007年のプントランド・ソマリランド紛争の原因の一つとなる。

## ソマリア共和国とクーデター
1960年、イタリア領ソマリランドとイギリス領ソマリランドを合わせる形で、ソマリア共和国が誕生した。後にプントランドとして独立するハルティ氏族からは、ソマリアの初代、2代目首相、2代目大統領などが選ばれるなど、政府要職の地位が与えられた。
クーデターで3代目大統領となったモハメド・シアド・バーレは、ダロッドではあったがハルティとは異なるマレハン氏族出身である。バーレは自政権の終わりに、自分が所属するマレハン氏族の優遇措置を取った。1978年にハルティのマジェルテーンの一族がクーデターを企てるが失敗し、多くが処刑された。1981年、生き残ったマジェルテーンの有力者の一人アブドゥラヒ・ユスフは、軍閥ソマリ救済民主戦線 (SSDF) を設立する。SSDFは当初はイサックやハウィエなどハルティ以外の氏族も含んでいたが、やがてマジェルテーン氏族中心の軍閥となる。
なお、SSDFに限らないが、ソマリ族の軍閥は、家族単位の小軍団が親族同士で少しずつ大軍団を作っていく構造なので、異なる氏族との戦闘では団結するが、軍閥内の小氏族で仲間割れしやすい傾向にある。SSDFあるいはハルティは、以後も内部抗争を繰り返すことになる。

## プントランド建国とユスフ大統領

プントランド建国者の一人、アブドゥラヒ・ユスフ

ソマリアでは、ハルティ以外の氏族もそれぞれ軍閥を作り、ソマリア内戦が激化することになる。しかし、戦闘が激しくなったのは、内戦前から氏族の居住地が複雑に入り組んだソマリア南部が中心であり、ソマリア北部では比較的早期に落ち着きを取り戻していった。
まず、ソマリア北西部では1991年、イサック氏族の軍閥が中心となってソマリランドの建国を宣言し、独立状態となった。ただし2020年現在に至るまで、国際的には承認されていない。
1998年、後にプントランド首都となるガローウェにて、3ヶ月にわたって、この地域の将来性が話し合われた。参加者は、各軍閥の長の他、地元の長老（issims）、実業家、知識人、その他の有力者などだった。そしてプントランド共和国（Republic of Puntland）の建国が宣言され、初代大統領にはマジェルテーン出身でかつてSSDFを設立したアブドゥラヒ・ユスフが就いた。プントランド大統領の任期は3年とされた。
ユスフの出身はマジェルテーンのオマル・マハムード支族である。以後、プントランド大統領の座は、マジェルテーンの3大支族であるオマル・マハムード、オスマン・マハムード、イセ・マハムードが、時に武力をもって争うことになる。

## ヌルとジャマ大統領の時代
2001年7月にユスフの任期は切れるが、その再選に関してソマリア中央の争いが影響を与えた。当時、ソマリア中央では2000年4月に成立したソマリア暫定国民政府 (TNG) と2001年3月に成立したソマリア和解復興委員会 (SRRC) が対立していた。対立の理由は複雑だが、簡単に言えばTNGはアラブ色が強すぎる:61、として反発してできたのがSRRCである。また、バーレ政権崩壊後にソマリア暫定大統領に選ばれたアリ・マフディ・ムハンマドの流れを汲むのがTNG、アリと覇権を争ったアイディード将軍の流れを汲むのがSRRCと見ることもできる:73。 
ユスフはSRRCへの参加を表明し、さらにプントランド大統領の退任を拒否した。それに対抗してTNGはプントランドイスラム司法長官のユスフ・ハジ・ヌルを後押しした。もっとも、両者は必ずしも政策上のみで対立していたわけではなく、両者とも同じマジェルテーンではあるが、ヌルはユスフが属するオマル・マハムード支族ではなく、対立するオスマン・マハムード支族に属していた:260。
ヌルはオスマン・マハムード支族の軍閥を使って、2001年7月にプントランド首都ガローウェからユスフを追放し、ヌルが暫定大統領となったことを宣言した。ユスフは一族が住むプントランド南端の町ガルカイヨに拠点を移し、そこがプントランドの新首都だとして抵抗を続けた:74。
一方、ユスフを追放したヌルは正式な大統領となることをあきらめ、11月14日、新大統領にオスマン・マハムード支族のジャマ・アリ・ジャマが選出された。

## ユスフ大統領の復活
ユスフはSRRCと隣国エチオピアの支援を受けて反撃した。2001年11月の末にはプントランドの州都ガローウェをほぼ取り戻し、2002年5月には完全に制圧した。ジャマは北部の主要都市ボサソに拠点を移すがそこもまもなく制圧され、プントランドの支配権はほぼユスフに戻った。
2004年にはソマリアの大手マスコミの一つであるラジオ局ガローウェ・オンラインが開局した。
2004年10月、プントランド大統領のユスフはソマリア暫定連邦政府の初代大統領に選ばれたため、プントランド大統領は暫定的にモハメド・アブディ・ハシが継いだ。
プントランドは2004年12月にスマトラ島沖地震の津波被害を受けた。

## ムセ大統領 / イスラム法廷会議、ソマリランドとの対立

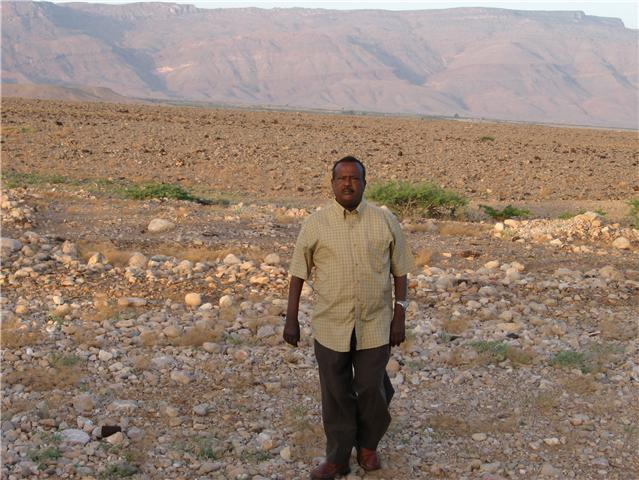
ムセ大統領 (2005年5月)

2005年1月、選挙の結果、将軍のモハムード・ムセ・ヘルシが大統領に選ばれた。（ムセ・ヘルシは姓ではなく、父・祖父の個人名をつなげたものであるが、この人物は「ムセ大統領」「ヘルシ大統領」とされることが多い。この記事ではムセで統一する。）また、プントランドは独立国ではなく、ソマリア暫定連邦政府を構成する自治州となった。2005年以降には、各地区の行政は、氏族を基本単位とした地区評議会が中心となって決めることになった。ムセはオスマン・マハムード支族であり、新政権はオマル・マハムード支族とオスマン・マハムード支族の連立政権の形となった:260。
なお、このころからソマリア沖の海賊の活動が本格化した。プントランド政府は公式には海賊との関係を否定しているが、大統領選には多額の費用が必要であり、その資金源と海賊行為の関係を疑う者もいる:261。
2005年3月、ムセ大統領はプントランド最大の商業都市のボサソ空港の改修を計画した。ムセ大統領はボサソ空港に足を運び、2006年に着工した。2008年には新ターミナルビルが完成しており、ムセ大統領は2007年8月にも現地視察している。（その後は資金難などが原因で難航したが、ムセ政権終了後の2012年に資金の目途が立ち、2013年に入札式、2014年に着工、2016年1月にリニューアルオープンした。）
2006年11月、ソマリア南部で作られたイスラーム原理主義組織であるイスラム法廷会議が勢力範囲を徐々に北方に伸ばし、プントランド南境の都市ガルカイヨから南西に数10キロ離れた位置にあるバンディラドレイ
が占拠されたことが伝えられた。イスラム法廷会議のモハメド・モハマド・ジャマ（Mohamed Mohamud Jama）は次にガルカイヨに侵攻する旨を表明した。ガルカイヨは北半分をプントランドが、南半分をハウィエ氏族が支配している都市であった。このときまで、イスラム法廷会議はプントランド支配地域への侵攻表明を避けていた。プントランド大統領のムセは問題が宗教化することを避けるため、プントランドはイスラム法に従って治めていくがその方法はイスラム法廷会議とは異なるものである、との声明を発表した。
2007年4月、ムセ大統領はアラブ首長国連邦の構成国であるラアス・アル＝ハイマ首長国を訪問し、当時皇太子だったシェイク・サウド・ビン・サクル・アル・カシミ と面談している。この会談で、プントランドとラアス・アル＝ハイマ両地域のビジネス協力を強化する経済協定が署名された。さらにはプントランド炭化水素開発会社（Puntland Hydrocarbon Development Company LLC）を設立する契約にも署名した。さらにはプントランドのインフラ計画を進める計画、ソマリアからの輸入家畜用の検疫施設設立の契約にも署名された。

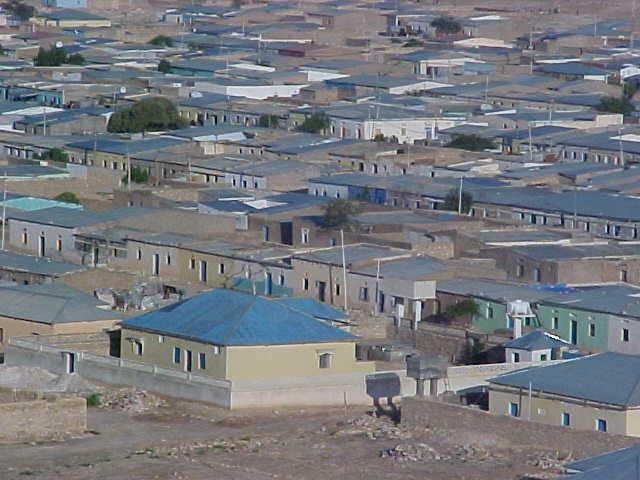
マーヒルの首都バハン

2007年7月、プントランド西部の一部で、ダロッド族ハルティの支族であるワルサンガリがマーヒルとして独立を宣言した。プントランドの行政をマジェルテーンが仕切っていることに反発したことによるものだった。
2007年10月には、プントランド西隣のソマリランドが、プントランドが支配権を主張しているスール州の都市ラス・アノドを占領した（プントランド・ソマリランド紛争の始まり）。
2007年12月、ラスカノード侵入に関してソマリランドとムセ大統領の間に密約があったとして、スール出身議員が質問を出し、プントランド議会は紛糾した。同じ12月にムセ大統領は北ガルカイヨ地区評議会の解散を命じ、北ガルカイヨをプントランド政府が直接支配することを表明した。これを皮切りに、ムセ大統領はプントランド政府の権限を強めていった。ムセ大統領は翌年1月にはラスカノードを奪還することを宣言している。
2008年8月に、ワルサンガリ出身の将軍アブデゥリアヒ・フメド・ジャマがマーヒルに戻り、プントランド大統領選への出馬を表明し、プントランド内でのマーヒル地域の待遇を改善することを約束した。ジャマはマーヒル住民の歓迎を受けた。マーヒルもソマリランドからも攻撃を受けていたので、2009年にプントランド復帰を決めた。
2008年10月、ムセ大統領はアラブ首長国連邦の会社ルーターグループ（Lootah Group）と、1.7億UAEディルハム（約50億円）で空港、港、高速道路などの建設を行う契約に署名した。

## ファロレ大統領 / テロ対策と内政整備の時代

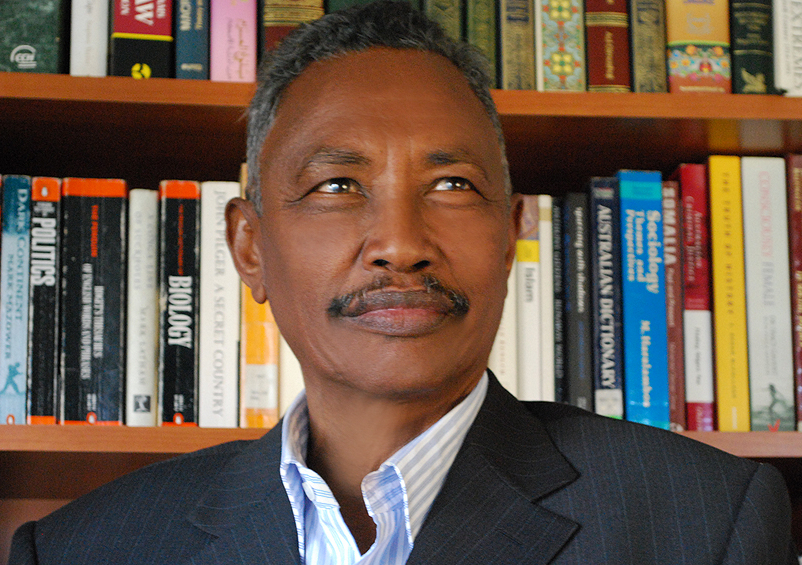
第5代大統領のファロレ

2009年1月、選挙の結果、マジェルテーン支族出身で63歳のアブドゥルラフマン・モハムード・ファロレが大統領になった。ファロレはオーストラリアのラ・トローブ大学で歴史学のPh.D.を取った人物で、外務担当長官としてムセ政府に入閣していたが、プントランドにおける石油採掘でムセ大統領と対立して2006年にプントランドを去っていた。今回は、多くの政治団体からの要望で帰国し選挙に臨んだものだった。ファローレ大統領は就任直後に「100日の報告」政策を発表し、就任後100日間で地方を巡行し、地方自治と海賊対策に力を入れることを誓った。
なお、ファロレ大統領はイセ・マハムード氏族出身だったので、これでプントランドで最も勢力を持つ3氏族、オマル・マハムード、オスマン・マハムード、イセ・マハムードからそれぞれ大統領が出たことになる:260。
2009年5月22日、プントランド社会福祉庁が発足した。プントランドに住む国内避難民や孤児院の救済なども目的にしており、2009年には9億6000万ソマリア・シリング（3.2万米ドル）の予算が付けられた。
2009年6月、プントランドに複数政党制を導入することを骨子とした新憲法草案が、プントランド議会で賛成多数で可決された。もっとも「政党」といっても実質的には氏族集団であり、議席数が氏族ごとに勢力に応じて割り当てられる制度であった:257。
プントランドの治安はまだまだ悪く、2009年8月から2010年1月の間に、政府高官5人が暗殺されている。一方で氏族間の抗争は少しずつ終息に向かった。例えばバリ地区のイグデイズ渓谷（Igdhays）で起こった紛争では死者30人と多数の負傷者が出たが、プントランド政府の介入で2009年10月22日に和平合意されている。さらに2010年6月にはカルドで7人が死亡する戦闘が行われたが、プントランド政府軍を投入して戦闘停止させている。
2010年5月には、プントランド建国以来遅配が続いていた公務員の給与が、毎月一貫して支払われるようになった。
2010年7月16日、プントランドの自治長官は、プントランド内閣が新しいテロ対策法を閣議決定したと発表した。主にイスラームテロ組織のアル・シャバブ対策とみられている。
2012年1月、カナダのアフリカオイル社（Africa Oil Corp）がプントランドで石油の試掘を開始した。ソマリアは地下資源が乏しいが、隣国のエチオピアやケニアから石油が掘られていることから、石油が取れると期待されている。この時はダロール渓谷付近が掘られている。もっとも、まだ実際には石油は見つかっておらず、見つかったとしてもソマリア中央政府とプントランド政府のどちらに所有権があるのか今のところ明確ではない。
2012年4月15日、プントランドの新憲法が正式に発足した。

## ガース大統領 / 近隣政府との確執
2014年1月8日に行われた2014年プントランド大統領選挙により、ソマリアの首相でもあったアブディウェリ・ガースがプントランド第6代大統領に選ばれ、副大統領も選出された。経済学博士でもあったガースはプントランドを改善すると期待された。前大統領と1票差の当選だった。
ところがガース政権は官僚の腐敗が進み、ハイパーインフレを引き起こした。
2016年9月、数十人の兵士が給与未払いを理由にプントランド議会の敷地を占拠する事件が発生した。
2017年ソマリア大統領選挙では、2012年の選挙と同様に、大統領は議会投票で選出された。この時に採用された議席数は「4.5式」と呼ばれ、ダロッド、ハウィエ、ラハンウェイン、ディルの主要4氏族にそれぞれ1、残りの少数氏族で0.5を割り当てるというものであった。ところがこの制度はプントランドでも批判が出て、2016年1月には数百人が抗議活動を起こした。ガース大統領もそれに賛同し、3月にはカナダのトロントで「例え国連事務総長の潘基文が来ても4.5式は受け入れない」と表明した。ところがその翌週にアメリカのワシントンDCでボイス・オブ・アメリカに対して「私は4.5式に賛成だが国民が反対している」と矛盾するコメントをしている。
2018年4月28日、プントランド支配下にあるガルカイヨ市内で軍人を目標にした自爆テロが発生。5人が死亡した。この事件に対して主にソマリア南部で活動してきたアル・シャバブが犯行声明を出している 。
西隣のソマリランドとの関係は悪化した。2018年5月にスール州のテュカラクでプントランドとソマリランドの両軍が戦闘状態となり、ソマリランド軍が勝利した。両軍は軍備を増強した。2018年9月にガース大統領はサナーグ州のバハンで閣議を開いた。バハンもソマリランドとの帰属が争われている土地であり、この行動をソマリランドは批判した。

## ダニ大統領の時代
2019年1月8日、サイド・アブドゥラヒ・ダニがプントランド大統領に当選した。
2019年10月26日、第45回プントランド議会で、議長のアブディハキム・モハメド・アフメドはダニ大統領の不信任決議投票を実行した。一説によると、議長はソマリア大統領府の要請で、ダニ大統領がジュバランド大統領のマドベを支持するのを罰するためだったとも言われる。しかし不信任決議は否決され、2019年11月、逆にプントランド議会は議長の弾劾投票を行い、賛成多数で弾劾が成立した。2024年4月、ソマリアの憲法改正をめぐる紛争のさなか、プントランドは機能的に独立した国家として運営すると発表した。。